# Weihwasserbecken (Beton-Bazoches)

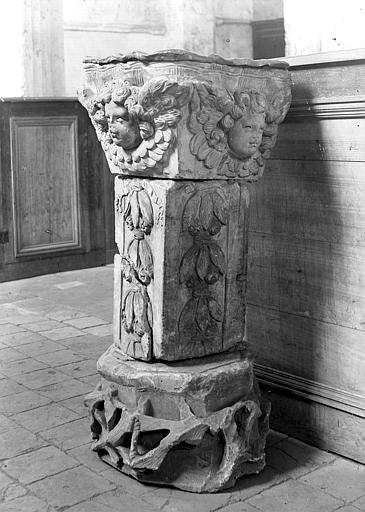
Weihwasserbecken in Beton-Bazoches, Foto von Félix Martin-Sabon (1846–1933)

Das Weihwasserbecken in der Kirche St-Denis in Beton-Bazoches, einer französischen Gemeinde im Département Seine-et-Marne in der Region Île-de-France, wurde aus Fragmenten des 15., 16. und 17. Jahrhunderts geschaffen.
Im Jahr 1908 wurde das Weihwasserbecken als Monument historique in die Liste der geschützten Objekte (Base Palissy) in Frankreich aufgenommen.
Das Weihwasserbecken besteht aus einem Sockel des 15., einem Schaft des 16. und einem Becken des 17. Jahrhunderts. Der Schaft ist auf allen Seiten mit floralen Reliefs geschmückt. Das Becken in Form eines Kapitells besitzt plastische Engelsköpfe, die von Flügeln gerahmt werden.